# Exploot
Het exploot (niet exploit) is de door een gerechtsdeurwaarder of belastingdeurwaarder opgemaakte akte waarin deze verslag doet van het betekenen, het officieel overhandigen van een gerechtelijk stuk zoals een dagvaarding of een vonnis. Het exploot dient als bewijsstuk dat iemand dat gerechtelijk stuk daadwerkelijk ontvangen heeft, waardoor weerlegd kan worden dat de ontvanger er onbekend mee zou zijn.
Omdat bij het betekenen ook een kopie van het exploot moet worden overgereikt, is een exploot meestal vooraf uitgewerkt, met uitzondering van de details van het betekenen. Ter plaatse worden dan details ingevuld. Deze kopie is ook de reden waarom veel mensen een exploot associëren met een dwangbevel.